# Licania cyathodes
Licania cyathodes är en tvåhjärtbladig växtart som beskrevs av Raymond Benoist. Licania cyathodes ingår i släktet Licania och familjen Chrysobalanaceae. Inga underarter finns listade i Catalogue of Life.